# Goblinus
Goblinus (n. Șura Mare, Sibiu – d. 1386, Alba Iulia) a fost episcop al Diecezei de Milcov, apoi, în 5 mai 1376, papa Grigore al XI-lea l-a numit episcop de Alba Iulia. A fost singurul sas care a ocupat funcția de episcop al Transilvaniei în evul mediu.

## Viața
În anul 1349 a fost paroh la Șelimbăr. Ulterior a fost atestat ca paroh de Cristian, Sibiu.
În anul 1383 regina Maria a donat Amlașul și cele 5 sate românești aparținătoare episcopului Goblinus. După moartea lui Goblinus domeniul a reintrat în posesia voievozilor munteni.